# Ramon Borràs Perelló
Ramon Borràs i Perelló (Lleida, 1858-1941?) fou un tallista i escultor català. Es va formar al taller del seu pare, Borràs Fàbrega, i va treballar amb Hermenegild Jou, qui al seu torn va ser deixeble dels Corcelles. Principalment es dedicà a la talla i l'escultura religiosa, però també formà part del Tranquil Taller, un dels primers grups d'artistes lleidatans contemporanis dels quals es té constància, amb Ramon Fontanals i Prudenci Murillo. Ramon Borràs va ser un dels organitzadors de l'Exposició d'Artistes Lleidatans de 1912, en la qual també va participar tot exposant una peça, titulada Saborejant.
Entre les seves obres més destacades hi ha els altars de les esglésies de La Pobla de Segur i el Seminari de Lleida, i els de les parròquies de Sant Joan i de Sant Pere de Lleida, el de Nostra Senyora de Montserrat a l'Església dels Dolors; el púlpit i altars laterals del Seminari de la Seu d'Urgell i el de Sant Blai de la Catedral de Lleida, que va construir amb el seu fill Ramon.